# Noma på kogepunktet
Noma på kogepunktet er en dansk dokumentarfilm instrueret af Christian Vorting og produceret af Danmarks Radio. Filmen havde premiere den 12. november 2008 på DR2 og følger chefkok René Redzepi og hans team i køkkenet på Noma i København i tiden op til restaurantens deltagelse i den prestigefyldte kåring The World’s 50 Best Restaurants. På optagelsestidspunktet var Noma placeret som nummer ti på listen.
Dokumentaren giver et nærgående indblik i den daglige drift af en to-stjernet Michelin-restaurant og fremhæver den kompromisløse perfektionisme, der præger Redzepis ledelsesstil. Gennem scener fra både service og forberedelse viser filmen, hvordan små fejl kan føre til store følelsesmæssige reaktioner, og hvordan presset i et internationalt toprestaurantkøkken påvirker både køkkenchef og medarbejdere.
Filmen vakte betydelig opsigt ved sin første visning, især på grund af den barske tone og høje intensitet i køkkenet. Flere seere og medier diskuterede efterfølgende, om tonen var et nødvendigt led i at opnå kulinarisk perfektion, eller om den var unødigt hård. Dokumentaren blev også fremhævet som et ærligt og usminket portræt af en af tidens mest toneangivende kokke og den kompromisløse arbejdsform, der kendetegner det øverste gastronomiske niveau.
Noma på kogepunktet blev senere genudsendt og har siden opnået status som et centralt historisk dokument over Nomas tidlige år, kort før restauranten i 2010 for første gang blev kåret som verdens bedste af Restaurant Magazine.